# Sarcozona bicarinata
Sarcozona bicarinata är en isörtsväxtart som beskrevs av Stanley Thatcher Blake. Sarcozona bicarinata ingår i släktet Sarcozona och familjen isörtsväxter. Inga underarter finns listade i Catalogue of Life.